# Al-ard
Al-ard (àrab: الأرض, Al-arḍ, ‘La terra’) és una pel·lícula egípcia de 1969 dirigida per Youssef Chahine, basada en una popular novel·la d'Abdel Rahman al-Sharqawi. Protagonitzat per Hamdy Ahmed, Yehia Chahine i Ezzat El Alaili, el film narra el conflicte entre els pagesos i el seu terratinent a l'Egipte rural en la dècada de 1930 i explora la complexa relació entre els interessos individuals i les respostes col·lectives a l'opressió. Va ser presentada al 23è Festival Internacional de Cinema de Canes de 1970.

## Sinopsi
El film relata la constant lluita d'un petit poble pagès contra les incursions descurades del gran terratinent local, demostrant per què l'opressió política no condueix necessàriament a un sentiment de solidaritat entre els desheretats.

## Repartiment
- Hamdy Ahmed - Mohammad Effendi
- Yehia Chahine - Hassuna
- Ezzat El Alaili - Abd El-Hadi
- Tewfik El Dekn - Khedr
- Mahmoud El-Meliguy - Mohamed Abu Swelam
- Salah El-Saadany - Elwani
- Ali El Scherif - Diab
- Nagwa Ibrahim - Wassifa

Font: